# Xã Shelby, Quận Jefferson, Indiana
Xã Shelby (tiếng Anh: Shelby Township) là một xã thuộc quận Jefferson, tiểu bang Indiana, Hoa Kỳ. Năm 2010, dân số của xã này là 1.133 người.